# Donehalli Kaval, Challakere
Donehalli Kaval là một làng thuộc tehsil Challakere, huyện Chitradurga, bang Karnataka, Ấn Độ.